# Frank Rosolino
Frank Rosolino, surnommé «Lemon drop kid», né le 20 août 1926 à Détroit, mort le 26 novembre 1978 à Los Angeles, est un tromboniste et chanteur de jazz américain.

## Carrière
Après avoir étudié la guitare, il choisit à dix ans le trombone. Il joue deux ans dans l'orchestre de la 86e division pendant son service militaire. Il débute en 1946 dans l'orchestre de Bob Chester, joue avec Glen Gray en 1947, puis dans l'orchestre de Gene Krupa en 1948-1949, avec Tony Pastor, Herbie Fields en 1950, Georgie Auld en 1951. Il fonde un quartette en 1952 puis rejoint le grand orchestre de Stan Kenton. En 1954 il se fixe en Californie où il est musicien de studio puis il participe huit ans durant au Steve Allen show. Il participe à la musique du film I want to live  de Robert Wise en 1958. Il joue avec Benny Carter, fait des tournées en Europe en 1973, 1975, 1978, au Japon en 1975 avec Supersax. En 1978, il sombre dans la dépression après le suicide de sa dernière épouse puis tire sur ses deux enfants, tuand l'un et rendant l'autre aveugle, avant de se suicider. 

## Discographie partielle

### Comme Leader
- The Frank Rosolino Sextet (LP only – Affinity – AFF61), 1954
- I Play Trombone, 1956
  - 1957 : The Legend Of Frank Rosolino[2] (avec Vince Guaraldi)  ∫  LP Mode Records – MOD LP #107, puis en 1959, LP Interlude Records MO 500 (mono) et ST 1000 (stéréo), puis en 1963 Lp Premier Albums PM 2014 et version CD Vap, Mode Records 85033-30, MOD-LP-107 sous le nom de "Frank Rosolino Quintet".
- Free for All (Specialty SP-2161, OJCCD 1763-2), 1958
- Turn Me Loose, 1961
- Fond Memories of Frank, 1996 Double-Time Records
- Thinking About You, 1976
- Conversations, 1973 (CD re-issue 2009)
- Trombone Heaven ("Live" in Vancouver), 1978
- Frank Talks, 1998
- Complete Recordings of the Frank Rosolino Quartet featuring Sonny Clark, 2005
- Last Recording, 2006
- Let's Make It – Frank Rosolino Quintet, 2008

### Comme sideman
Avec Georgie Auld
- In the Land of Hi-Fi with Georgie Auld and His Orchestra (EmArcy, 1955)

Avec Chet Baker
- Chet Baker Big Band (Pacific Jazz, 1956)

Avec Elmer Bernstein
- The Man with the Golden Arm (Decca, 1956)

Avec Benny Carter
- Jazz Giant (Contemporary, 1958)

Avec Buddy Collette
- Jazz Loves Paris (Speciality, 1958)

Avec Bob Cooper
- Coop! The Music of Bob Cooper (Contemporary, 1958)

Avec Paulinho Da Costa
- Agora (Pablo, 1976)

Avec Dizzy Gillespie
- The New Continent (Limelight, 1962)

Avec Barney Kessel
- Let's Cook! (Contemporary, 1957 [1962])

Avec Johnny Mandel
- I Want to Live (United Artists, 1958)

Avec Shelly Manne
- My Fair Lady with the Un-original Cast (Capitol, 1964)
- Manne–That's Gershwin! (Capitol, 1965)

Avec Gerry Mulligan
- I Want to Live (United Artists, 1958)

Avec Moacir Santos
- Maestro (Blue Note, 1972)

Avec Lalo Schifrin
- Gone with the Wave (Colpix, 1964)
- Jazz Suite on the Mass Texts (RCA Victor, 1965) with Paul Horn

Avec Horace Silver
- Silver 'n Brass (Blue Note, 1975)
- Silver 'n Wood (Blue Note, 1976)

Avec Bobby Scott
- The Compositions of Bobby Scott, Bethlehem Records BCP-8 (1955)

## Source
André Clergeat Philippe Carles, Dictionnaire du jazz Bouquins/Laffont 1990 p.885